# Династија Хановер
Династија Хановер је немачка и британска династија која је владала немачким државама Брауншвајгом и Хановером до 1866. и Уједињеним Краљевством од 1714. до 1901.
Династија Хановер је млађи огранак династије Велф која је опет млађи огранак династије Есте. Оснивачем династије се сматра војвода Георг Брауншвајг-Линебург који је 1636. наследио Хановер. Његов син Ернст Август у добио је звање кнеза изборника Светог римског царства 1692. Његова супруга Софија Палатинска која је била проглашена наследницом енглеске краљице Ане, умрла је само 7 дана пре Ане у 83. години, а британски престо је наследио њен син Георг, потоњи краљ Џорџ I.
Тада је војводство (од 1814. краљевство) Хановер ступило у персоналну унију са Великом Британијом у којој је остало до 1837. када је на престо дошла краљица Викторија. Према Салијском законику, који је важио у Хановеру, жена није могла наследити престо, тако да је за краља Хановера проглашен Викторијин стриц Ернест Август I Хановерски. Династија је владала у Хановеру до 1866. када је прикључен Краљевини Пруској. 
У Уједињеном Краљевству династија Хановер је владала да Викторијине смрти 1901. Њу је наследио син Едвард VII који је припадао очевој династији Сакс-Кобург и Гота.

## Британски краљеви из династије Хановер
| Слика | Име        | Од                | До                | Веза са претходником          |
| ----- | ---------- | ----------------- | ----------------- | ----------------------------- |
|       | Џорџ I     | 1. августа 1714.  | 11. јуна 1727.    | Сестрић британске краљице Ане |
|       | Џорџ II    | 11. јуна 1727.    | 25. октобра 1760. | Син Џорџа I                   |
|       | Џорџ III   | 25. октобра 1760. | 29. јануара 1820. | Унук Џорџа II                 |
|       | Џорџ IV    | 29. јануара 1820. | 26. јуна 1830.    | Син Џорџа III                 |
|       | Вилијам IV | 26. јуна 1830.    | 20. јуна 1837.    | Брат Џорџа IV                 |
|       | Викторија  | 20. јуна 1837.    | 22. јануара 1901. | Братаница Вилијама IV         |